# Parafia Ewangelicko-Augsburska w Pyskowicach
Parafia Ewangelicko-Augsburska w Pyskowicach – ewangelicko-Augsburska parafia w Pyskowicach, należąca do diecezji katowickiej. Mieści się przy ulicy Sienkiewicza. Obejmuje swoim zasięgiem miasto Pyskowice oraz sąsiednie miejscowości położone w powiecie gliwickim. W 2015 liczyła 66 wiernych.

## Historia
Ewangelicy zamieszkujący Pyskowice od 1809 zostali objęci administracją parafii w Gliwicach. Po wybudowaniu w 1876 kościoła ewangelickiego w Toszku została powołana samodzielna parafia Toszek-Pyskowice. Wierni zamieszkujący Pyszkowice uczęszczali na nabożeństwa do Toszka, a także organizowali je na terenie swojego miasta w wynajmowanych salach.
Idea budowy kościoła w Pyskowicach powstała w drugiej połowie XIX wieku. Środki na budowę zostały pozyskane z funduszu Bratniej Pomocy im. Gustawa Adolfa. Prace rozpoczęto w 1894 i zakończono je uroczystym poświęceniem obiektu w dniu 6 stycznia 1897. Proboszczem został ks. Hoffman z Toszka. Przy budynku kościoła urządzono cmentarz.
Budynek parafialny powstał dzięki zakupieniu w 1914 od władz miejskich działki znajdującej się obok kościoła i dostosowaniu znajdującej się na niej nieruchomości. 
W 1926 Pyskowice zamieszkiwało 514 ewangelików, liczba ta utrzymywała się na stałym poziomie do 1945.
Podczas II wojny światowej kościół oraz dom parafialny uniknęły zniszczeń, zmniejszyła się jednak liczba wiernych parafii. Od 1945 parafia administrowana jest przez proboszczów z Gliwic. Pierwsze powojenne nabożeństwo miało miejsce 17 marca 1946.